# Слободан садржај
Слободан садржај, или слободна информација, јесте било који фукционални рад, умјетничко дјело или други креативни садржај који испуњава дефиницију слободног културног рада.